# بروتون EMAS
بروتون ي م ا س هي سيارة قدمتها بروتون الصانع الماليزي في معرض جنيف الدولي للسيارات الذي يقام في سويسرا.

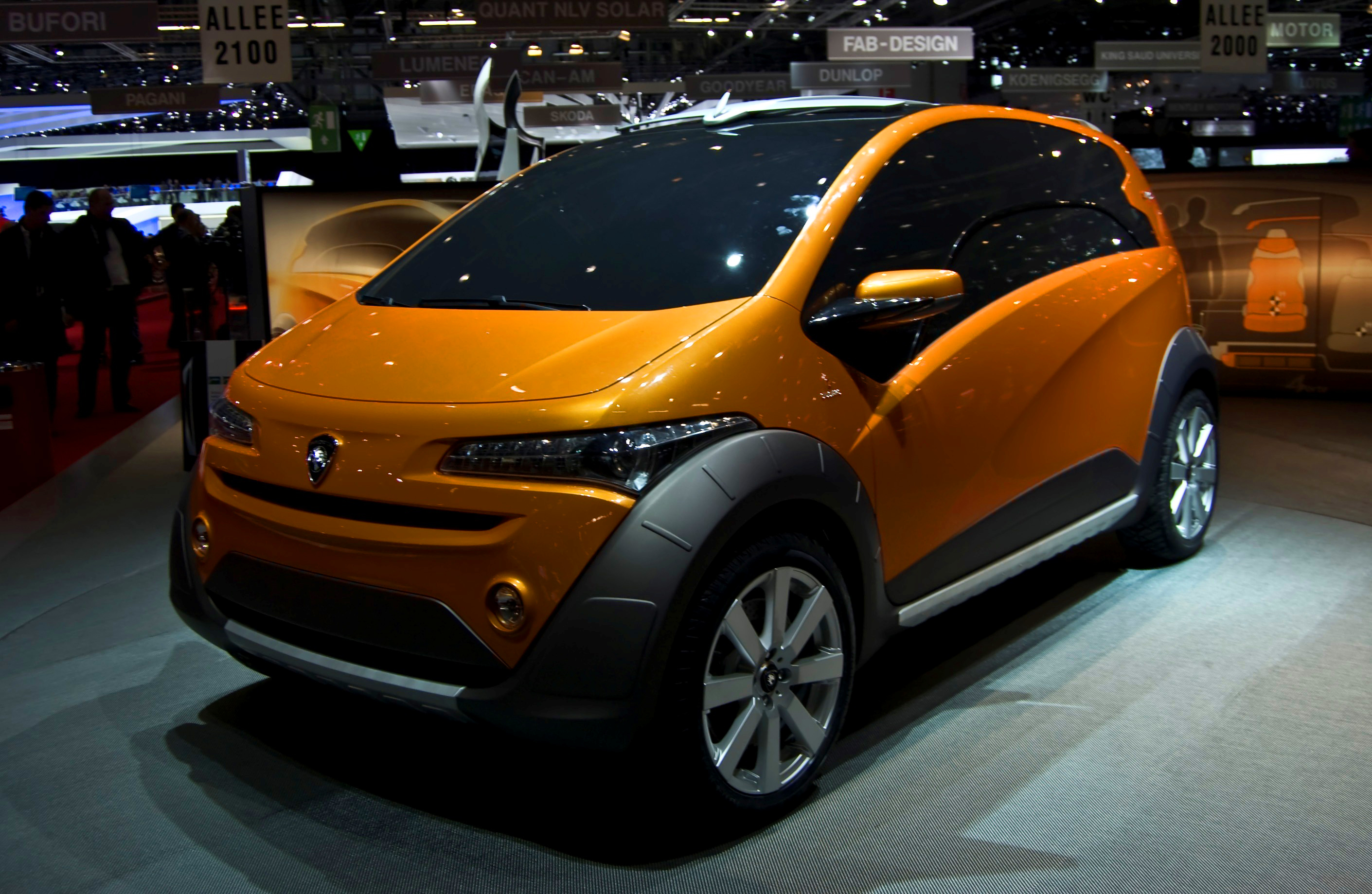
بروتون EMAS في معرض جنيف للسيارات 2010.

## وصلات خارجية
- Proton Concepts
- Proton Holdings Berhad Official Website